# Brachyporus
Brachyporus is een geslacht van rechtvleugeligen uit de familie Anostostomatidae. De wetenschappelijke naam van dit geslacht is voor het eerst geldig gepubliceerd in 1888 door Brunner von Wattenwyl.

## Soorten
Het geslacht Brachyporus omvat de volgende soorten:
- Brachyporus berlandi Karny, 1932
- Brachyporus miser Griffini, 1913
- Brachyporus pallidifrons Karny, 1930
- Brachyporus personatus Brunner von Wattenwyl, 1888
- Brachyporus spinulentus Gorochov, 2001